# Elecciones parlamentarias de Tayikistán de 2010
Las elecciones parlamentarias de Tayikistán de 2010 se celebraron el 28 de febrero, con una segunda vuelta en un distrito electoral el 14 de marzo. El resultado fue una victoria para el gobernante Partido Democrático Popular de Tayikistán, que consiguió 55 de 63 escaños en la Asamblea de Representantes. Sin embargo, casi todos los partidos menos el Partido del Renacimiento Islámico se consideran partidarios del régimen del presidente Emomali Rahmon.

## Sistema electoral
De los 63 escaños en la Asamblea de Representantes, 41 fueron elegidos por mayoría absoluta de votos en distritos electorales de un solo miembro. Si ningún candidato recibió la mayoría de los votos en la primera vuelta, se realiza una segunda vuelta. También se realiza una segunda vuelta en los casos en que la participación electoral fue inferior al 50% en la primera vuelta. Los 22 escaños restantes fueron elegidos por representación proporcional a nivel nacional, repartiéndose entre los partidos que obtuvieron más del 5% de los votos.
Antes de las elecciones, el Partido Comunista de Tayikistán había propuesto abolir el depósito de 7.000 somoni ($ 1.600) requerido por los candidatos, argumentando que era demasiado alto. Sin embargo, el cambio fue rechazado.
Un total de 221 candidatos disputaron la elección en representación de ocho partidos.

## Conducta
Mientras que la Organización para la Seguridad y la Cooperación en Europa (OSCE) declaró que las elecciones habían tenido "una atmósfera generalmente buena", los observadores internacionales declararon que las elecciones habían "fracasado en muchos estándares democráticos básicos", con un fraude electoral generalizado. Esto incluía relleno de urnas y compra de votos.
En el período previo a las elecciones, los medios estatales se habían centrado en las políticas de electricidad del gobierno del Partido Democrático Popular. El Partido Comunista hizo hincapié en la cuestión de la justicia social, centrándose en la educación, la atención médica y la "vejez con dignidad".

## Resultados
Los resultados revelaron una victoria absoluta para el Partido Democrático Popular, que obtuvo 55 de los 63 escaños (39 de los elegidos directamente). Se requirió una segunda vuelta en el distrito de Konibodom. Esta se realizó el 14 de marzo y el PDP obtuvo la victoria nuevamente.
|  | 71.04 % |

|  | 8.20 % |

|  | 7.01 % |

|  | 5.11 % |

|  | 5.06 % |

|  | 3.58 % |

|  | 90.84 % |